# محله آهنگران
یکی از محله‌های قدیمی کازرون است و نام دیگر این محله ، محله سید ها می باشد.
خیابان‌های این محله عبارت‌اند از :
خیابان شیخ ابو اسحاق کازرونی، میدان انقلاب و ...
همچنین یکی از مناطق خوش آب و هوای کازرون می باشد.

## منبع
کتاب ناصردیوان کازرونی به روایت اسناد، پژوهش موسی مطهری زاده، مجموعه آثار فارس پژوهی ۷، انتشارات کازرونیه، چاپ نخست۱۳۸۲، صفحه ۱۲